# Automobilfabrik E. Nacke
Die Automobilfabrik E. Nacke  war ein deutscher Hersteller von Automobilen und Nutzfahrzeugen aus Kötitz bei Coswig.

Emil Nacke hinter dem Steuer eines Coswiga, 1910

## Unternehmensgeschichte
Emil Nacke war seit 1891 Inhaber der „Maschinenfabrik E. Nacke“ in Kötitz zur Herstellung von Maschinen für die Papierindustrie.

## Die Pkw-Produktion

Emil Nacke hinter dem Steuer eines Coswiga, um 1903. Mitfahrer: Pfarrer Schüttoff und Familie aus Constappel bei Gauernitz

Der Nacke Double-Phaeton 35 HP für Kaiser Menelik II. von Abessinien (links hinter dem Lenkrad stehend)

Der Nacke Double-Phaeton 35 HP für Kaiser Menelik II. von Abessinien

Nackes großes Interesse galt dem sich gerade entwickelnden Automobilbau. Von seinem Besuch der Pariser Automobil-Ausstellung brachte er einen Zweisitzer der französischen Marke Panhard & Levassor mit. In der Maschinenfabrik wurde daraufhin eine Abteilung Automobilbau eingerichtet, und noch 1900 wurde der erste sächsische Personenwagen fertiggestellt. Es war ein Zweisitzer mit 2-Zylinder-Benzinmotor von 8–10 PS mit Ketten-Kraftübertragung und einer Höchstgeschwindigkeit von 30–35 km/h. Nacke benannte seine ersten Automobile nach der damaligen Nachbargemeinde des Produktionsorts Coswiga. Bereits ein Jahr später wurde dieser Wagen auf der Automobil-Ausstellung in Berlin ausgestellt. Die Produktion bestand 1901 aus vier verschiedenen Pkw-Typen, und im Prospekt von 1910 umfasst das Programm bereits sieben verschiedene Pkw-Typen.
Im Jahr 1902 erfand Nacke das Prinzip der Innenbackenbremse.
Um die Sicherheit und Zuverlässigkeit der Personenwagen unter Beweis zu stellen, gab es mehrere europaweite Konkurrenzfahrten. Bekannt waren die drei Herkomer-Konkurrenzen (1905–1907) sowie die Prinz-Heinrich-Fahrten ab 1908. Die Automobilfabrik E. H. Nacke nahm nicht nur daran teil, sondern gewann auch erfolgreich Plaketten, was ihren Rang unter den damaligen Automobilherstellern reflektierte. Bereits 63-jährig fuhr Nacke selbst die Herkomer-Fahrt 1907 mit. Für weitere Rennen konnte er bekannte Rennfahrer wie Alexander Graumüller gewinnen.
Wichtig war die Zuverlässigkeit der Fahrzeuge, wie etwa beim Nacke Double-Phaeton 35 HP. 1908 erhielt Kaiser Menelik II. von Abessinien (heute Äthiopien) den Wagen als Geschenk von einem deutschen Geschäftsmann. Wie im Prospekt zu erkennen, mussten auf der Fahrt dahin recht unwegsame Strecken überwunden werden. Parallel dazu war auch eine britische Expedition mit gleichem Ziel in Äthiopien unterwegs. Der Wagen der Marke Siddeley 18 HP hatte die Reise nicht so gut überstanden. Deshalb entschied sich Menelik II. für das deutsche Fahrzeug, das 1913 an den äthiopischen Kaiserhof geliefert wurde. Zu dieser Zeit gehörte Emil Hermann Nacke bereits zum Vorstand des Vereins Deutscher Motorfahrzeug-Industrieller. Trotz seines guten Rufes konnte Nacke auf dem Gebiet der Personenkraftwagen nicht Fuß fassen. Die Pkw-Fertigung wurde daher 1913 eingestellt.

## Die LKW- und Omnibus-Herstellung

Nacke-Omnibus: Ausflugsfahrt des Coswiger Turnvereins, Halt in Arbesau am österreichischen Denkmal, 1912

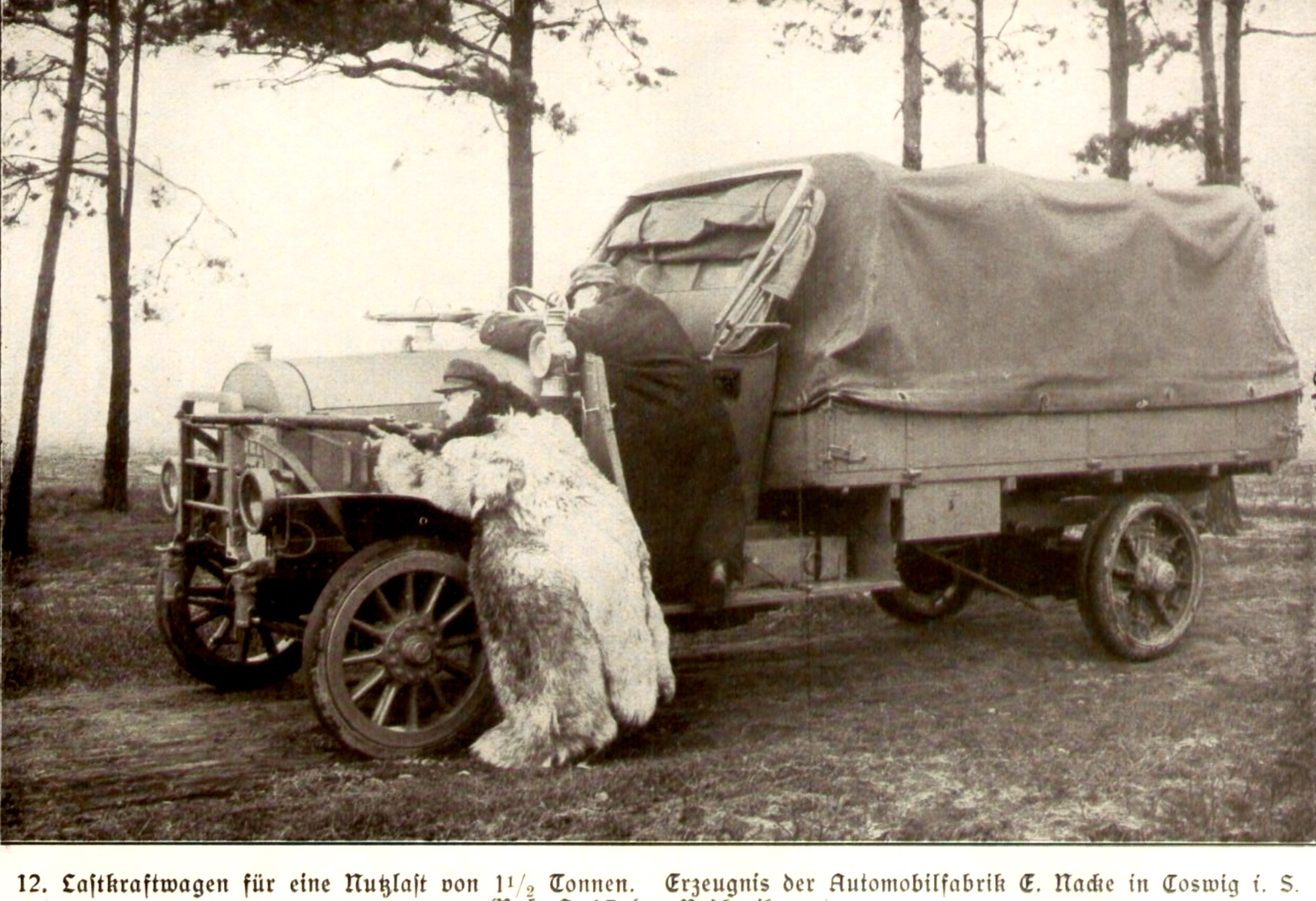
Nacke 1,5 t um 1916

1905 wurde zum PKW- auch der LKW-Bau umgesetzt. In der Abteilung Automobilbau wurden auch Busse, Kommunalfahrzeuge, Feuerwehren und Motorfeuerspritzen hergestellt, und die Produktion der Maschinenfabrik wurde weiterhin aufrechterhalten. Sie diente als festes finanzielles Standbein gegenüber dem eher als „Liebhaberei“ betriebenen Kraftfahrzeugbau.
Ein Einzelstück aus Coswig war der 1906 für den sächsischen König gebaute zehnsitzige Jagdomnibus. Dieser Omnibus wurde vom königlichen Oberstallamt des Dresdner Hofes bestellt. Die Karosserie dafür lieferte die Dresdner Luxuswagenfabrik H. Gläser. In den der eigenen Fabrik angeschlossenen Karosseriewerkstätten stellten auch andere namhafte Karosseriefabriken Aufbauten für die Nacke-Busse und -Lkw her.
Bemerkenswert ist auch, dass Nacke eigene Omnibus-Linien einrichtete. Der Nacke-Omnibus für 12 Personen mit 40-PS-Motor war 1912 auf der Strecke Königstein – Schweizermühle in Sachsen gelaufen, wo er die Nachfolge der 1904 eingestellten Bielatalbahn übernahm. So gab es 1912 den ersten fahrplanmäßigen Probebetrieb auf der Strecke Meißen – Brockwitz – Weinböhla, die schließlich 1913 von der Sächsischen Eisenbahnverwaltung übernommen wurde. Eingesetzt waren zwei Nacke-Omnibusse, ausgestattet mit dem in der Maschinenfabrik Pekrun in Coswig entwickelten, neuartigen Schneckenantrieb, der eine Bergstütze überflüssig machte; die Karosserien wurden von dem Unternehmen Schumann in Zwickau gebaut.
Es folgte am 12. Juli 1912 die Kraftomnibuslinie Tharandt – Kurort Hartha, welche eine 1900 eingerichtete Pferdeomnibuslinie ablöste und nach mehrmals wechselnder Trägerschaft heute noch als Linie 345 des Regionalverkehr Sächsische Schweiz-Osterzgebirge (RVSOE) in Betrieb ist.
Während des Ersten Weltkrieges belieferte das Unternehmen Nacke das kaiserliche Heer mit einer großen Anzahl von 4-Tonnen-Lastzügen. Für diese Subventions-Lkw war Kettenantrieb gefordert worden.
In der Nachkriegszeit verstärkte das Unternehmen den Bau von Nutzfahrzeugen. Viele bekannte Dresdner Fabriken, Brauereien und Speditionen kauften ihre Fahrzeuge bei Nacke. Als Beispiele gelten Feldschlößchen, Felsenkeller und Universelle. Doch auch in Kalkutta, Porto und London verkehrten Fabrikate aus Coswig. Das Typenprogramm von 1926 umfasste 2,5-, 3,5- und 5-Tonnen-Lkw-Fahrgestelle mit eigenen Ottomotoren und mehreren Aufbauvarianten. Der 5-Tonnen-Lkw hatte einen Vierzylindermotor mit 7854 cm³ Hubraum mit 125 mm Bohrung und 160 mm Hub. Der Motor leistete 50 PS (37 kW). Das Getriebe hatte fünf Gänge. Nacke produzierte unter anderem Feuerwehrfahrzeuge, Holztransporter, Kipper, Brauereifahrzeuge und Omnibusse und verkaufte seine Lkw weltweit.
Im Jahr 1929 machten sich die Weltwirtschaftskrise und veraltete Produktionsmethoden in dem Unternehmen bemerkbar, das damals 250 Beschäftigte hatte. Im darauffolgenden Jahr musste die Nutzfahrzeugfertigung eingestellt werden.
Danach führten Nackes Schwester Clara und deren Sohn Reinhold Toller die Maschinenfabrik weiter. 1945 wurde das Unternehmen unter Treuhandschaft gestellt und fast vollständig demontiert. Mit der Übernahme in Volkseigentum erlosch 1948 der Unternehmensname Maschinenfabrik E. Nacke im Handelsregister.
Aus der langen Produktionszeit ist das Fahrgestell eines 1927 gebauten 4,5-Tonnen-Lkws mit Schneckenantrieb im Verkehrsmuseum Dresden das einzig bekannte Fahrzeug, das noch existiert. Erhalten blieben zudem Exemplare der aufwendig gestalteten Prospekte der Automobilfabrik E. Nacke, Coswig i. S., von denen sich einige ebenfalls im Bestand des Dresdner Verkehrsmuseums befinden.